# Пожарський Сергій Михайлович
Сергій Михайлович Пожарський (16 (29) листопада 1900, с. Чалбаси, тепер Виноградове Херсонської обл. — 6 вересня 1970, Москва) — радянський художник-графік.

## Біографічні відомості
У 1920–1923 роках навчався в Академії мистецтв в Києві. Працював в Ленінграді, з 1942 року — в Москві. Ілюстрував і оформлював книги для видавництв «Пучина», «Academia», «Мысль», «Художественная литература», «Детская литература».
Серед робіт, відзначених дипломами на Всесоюзних конкурсах мистецтва книги:
- 1960 — рос. Козьма Прутков. «Сочинения» (диплом I ступеня, 1960)
- 1967–1968 — Серія рос. «Библиотека всемирной литературы», 10 томів (диплом I ступеня, 1967–1968)
- 1971 — рос. Ж. Г. Феррейра. «Чудесные приключения Жоана Смельчака» (диплом I ступеня, 1971)
- 1971 — рос. Козьма Прутков. «Драматические произведения» (диплом II ступеня, 1972)
- 1973 — рос. Я. Коллар. «Сто соннетов» (диплом I ступеня, 1973)

## Нагороди
- Золота медаль Академії мистецтв СРСР (1970)